# 勝者為王 (2000年電影)
《勝者為王》，亦稱古惑仔6勝者為王，是依據香港漫畫家牛佬所繪製的漫畫《古惑仔》改編的電影作品，本片由嘉禾公司出品。該片是古惑仔正傳系列的第六部兼最後一部，因為版權問題 (嘉禾已將前五集版權賣給華納，華納聲言若以原班人馬以相同角色拍攝，又以《古惑仔》名義出品，就是侵權。） （页面存档备份，存于） （页面存档备份，存于） （页面存档备份，存于），所以這部電影是《古惑仔》系列六部正傳當中唯一不以「古惑仔」為主戲名的電影。
拍攝時正值陳水扁就任中華民國總統。與前五部不同的是，本集是以台灣三聯幫及日本山田組為主線，而非洪興社、東星社。另外，陳小春飾演的「山雞」角色原先於第3部《古惑仔3之隻手遮天》裡結識的牧師女兒「林淑芬」角色，於第4部《97古惑仔：戰無不勝》中感情有歸屬機會。最終因為林淑芬交代要去日本留學因素而分手（此段於《友情歲月之山雞故事》開頭即有交代），本片中山雞因為幫會結盟因素成了日本山田組女婿，與山田組老大女兒結婚。

## 劇情
山雞作為台灣三聯幫毒蛇堂堂主（台灣名：扛把子），跟他的表哥、黑豹堂堂主柯志華在2000年中華民國總統選舉中為中國國民黨候選人連戰助選，落敗後山雞被派往日本迎娶山田組頭目草刈一雄的女兒菜菜子。山雞的好兄弟、洪興社銅鑼灣堂主陳浩南及一眾洪興社堂主聯同龍頭蔣天養前往日本參加山雞的婚禮，期間認識三聯幫已故幫主雷功之子雷復轟。雷復轟在美國畢業，返回台灣前到日本參加婚禮。三聯幫因幫主已死，而暫由忠勇伯擔任臨時幫主，雷返回台灣後，忠勇伯推舉雷當新任幫主，柯志華卻推舉山雞當新任幫主，忠勇伯以山雞是香港人為理由表示反對，雖然山雞無意坐上幫主之位，柯志華卻跟忠勇伯鬧翻。後來雷復轟遇襲，忠勇伯認為山雞派人行兇，雷的得力助手金老調停後，表示派出山雞和柯志華代替雷，代表三聯幫出席台灣幫派大會，政府官員亦有出席，就是從中期望台灣幫派能夠合作和接受招安。
翌日山雞問忠勇伯對歸順政府和招安有何看法，忠勇伯表示拒絕接受招安，他還知道雷復轟在美國生活了一段時間，不太了解台灣，故此不再懷疑山雞。之後山雞和柯志華上夜店時，遭店內潛伏之女刺客及雷復轟同學Micheal率眾襲擊受傷，柯志華被人以亂棒打死，獨自在家中的菜菜子更慘遭草刈朗強姦，草刈一雄遭警方開槍襲擊，下半身不遂。此時，草刈一雄以及陳浩南親赴臺灣協助山雞，陳浩南跟雷復轟談判後，雷表示不打算干預三聯幫的事務，並宣布由忠勇伯擔任正式幫主，其實是暗中勾結草刈郎。恰時忠勇伯遭金老指使其手下阿廣開槍殺害，三聯幫其他成員隨即認定山雞是兇手。後來忠勇伯另一名手下六塊肌向山雞澄清忠勇伯被殺一事，原來忠勇伯因為反對歸順政府接受招安，跟雷復轟吵了幾次，故此被雷視為眼中釘。雷復轟正式上任為幫主，並於上任儀式上宣布草刈郎取代山雞為三聯幫新任堂主，陳浩南和山雞率領洪興社堂主來到上任儀式場地，向眾人表示雷復轟是幕後黑手，協助雷復轟的政府官員以及被山雞威脅的金老也解釋這一切都是雷的陰謀，表面上假意不想當幫主，私下卻排除異己，嫁禍給山雞，甚至與新政府勾結，借政府招安的機會吞併其他台灣幫派，所做的惡行遭到了揭發，雷復轟和草刈朗隨即逃跑，卻分別被陳浩南和山雞截停，最後草刈朗被山雞用刀插死，雷復轟則被警方以殺人罪嫌拘捕。

## 軼事
《勝者為王》2000年在台灣取景拍攝期間，在臺北市吉林路、農安街一帶拍攝片中鄭伊健飾演的「陳浩南」最後與大反派何潤東飾演的「雷復轟」決鬥時，碰上幾位真古惑仔人馬前來滋事。當時拍攝進度曾一度陷入中斷，而鄭伊健、何潤東兩位當時在事發之後，立即被劇組人員帶往附近長德有線電視暫時休息。整個過程於之後劇組人員與轄區員警協調處理完之後，才恢復拍攝。另外，鄭伊健在拍攝期間曾違反台北捷運公司規定（片中陳浩南巧遇端木若愚時，尾隨跟蹤在搭捷運時未刷卡即跳過票口這段）。在當時被捷運局列為「拒絕往來戶」黑名單中。

## 人物角色

### 洪興社
| 演員   | 角色           | 備註                                                            |
| 鄭伊健 | 陳浩南         | 洪興社銅鑼灣堂主 獲蔣天養賞識，蔣天養退位後成為龍頭             |
| 陳小春 | 趙山河 / 山雞  | 洪興社屯門堂主 銅鑼灣陳浩南前老表 銅鑼灣之第二把交椅            |
| 林曉峰 | 包達二／包皮   | 洪興社頭目 陳浩南之頭馬                                         |
| 錢嘉樂 | 楊添／大頭仔   | 洪興社頭目 陳浩南前老表及頭馬 打鬥能力高強                      |
| 萬梓良 | 蔣天養         | 洪興社龍頭，退位後返回泰國 蔣天生的弟弟                         |
| 尹揚明 | 韓賓           | 洪興社葵青堂主 十三妹之丈夫                                     |
| 吳君如 | 崔小小／十三妹 | 洪興社旺角（砵蘭街）堂主 韓賓之妻子                             |
| 文仲華 | 威利           | 洪興社成員，興叔的兒子 剛從美國留學讀法律完成學業回來的一位律師 |

### 三聯幫
| 演員   | 角色                   | 備註 |
| 陳小春 | 趙山河／山雞           | 三聯幫毒蛇堂堂主，山田組草刈菜菜子丈夫。 初期與忠勇伯不和，後和好                                                                             |
| 何潤東 | 雷復轟                 | 本片終極大反派之一 三聯幫前任幫主之子 表面很與世無爭，但其實想消除異己，為一統台灣黑道而跟新政府勾結，並將一切罪名嫁禍給趙山河 最後被警方拘捕 |
| 謝天華 | Michael                | 本片大反派 雷復轟的美國同學兼得力助手 最後被臨死的柯志華殺死                                                                                  |
| 柯受良 | 柯志華／小黑           | 三聯幫黑豹堂堂主 趙山河之表哥 後來被Michael殺死                                                                                               |
| 陳松勇 | 忠勇伯／阿勇伯／陳忠勇 | 三聯幫代理幫主 初期與趙山河不和，後和好 其後被雷復轟指派阿廣將其殺害                                                                          |
| 金士傑 | 金爺／金老             | 三聯幫成員 雷復轟之得力助手 最後將雷復轟的陰謀和盤托出                                                                                        |
| 楊雄   | 阿廣                   | 三聯幫成員，忠勇伯之手下 受雷復轟指示，殺死忠勇伯，最後卻被殺滅口                                                                             |
| 屈中恆 | 小毛                   | 三聯幫成員，柯志華司機 |
| 陳光前 | 六塊肌                 | 三聯幫成員，忠勇伯手下 初期認定趙山河是殺害忠勇伯的兇手，但之後阿廣向其講出真相後相信趙山河                                                   |
| 常楓   |                        | 三聯幫大老 |
| 朱永棠 |                        | 本片反派 三聯幫成員，殺手 |

### 草刈家
| 演員     | 角色       | 備註                                                                                               |
| 千葉真一 | 草刈一雄   | 山田組組長 被草刈朗陷害至雙腿殘廢                                                                  |
| 張耀揚   | 草刈朗     | 本片終極大反派之一 草刈一雄義子，但實為中國人 因不能繼承山田組而強姦草刈菜菜子，最後被山雞用刀插死 |
| 安雅     | 草刈菜菜子 | 山雞妻子，草刈一雄女兒 後來被草刈朗強姦                                                            |

### 其他
| 演員   | 角色       | 備註 |
| 舒淇   | 鄧美玲     | 陳浩南的女友，最後分手 |
| 黎姿   | 端木若愚   | 任職於元芳幼稚園的一位女老師 因長得很像浩南已故女友細細粒的關係，因緣際會與浩南相識，但早已訂婚故於圓山大飯店一隅拒絕陳浩南 |
| 王玨   | 政府官員   | 草刈一雄的舊同學，台灣政府要員 代表台灣新政府與雷復轟談判，與內閣官員商量後拒絕雷復轟統一黑道的要求                         |
| 王道   | 龍大       | 黑龍會龍頭 雷復轟為一統台灣黑道，派殺手將其殺害。                                                                           |
| 林照雄 | 蒼鷹       | 當年縱橫台灣黑白兩道的一位真正老大                                                                                          |
| 林尚義 | 牧師       | 教會牧師 |
| 鄒少官 | 黑龍會成員 | 黑龍會，龍大之手下 |
| 鄭雅萍 | 酒店妹     | 殺手，雷復轟安排暗算小黑與山雞                                                                                              |

## 電影歌曲

### 主題曲
| 歌名       | 演唱者                 | 作曲   | 填詞   | 編曲   |
| 〈一起飛〉 | 鄭伊健、陳小春、林曉峰 | 陳光榮 | 陳少琪 | 陳光榮 |

### 插曲
| 歌名           | 演唱者 | 作曲   | 填詞           | 編曲     |
| 〈愛情歲月〉   | 鄭伊健 | 陳光榮 | 林夕           | Kec Chan |
| 〈世界第一等〉 | 柯受良 | 伍佰   | 李安修、陳富榮 | 亂彈     |

## 外部連結
- 開眼電影網上《勝者為王》的資料（繁體中文）
- 香港影庫上《勝者為王》的資料（繁體中文）
- 豆瓣电影上《勝者為王》的資料 （简体中文）
- 时光网上《勝者為王》的資料（简体中文）
- 爛番茄上《勝者為王》的資料（英文）
- AllMovie上《勝者為王》的资料（英文）
- 互联网电影数据库（IMDb）上《勝者為王》的资料（英文）
- 優酪網《古惑仔之勝者為王》線上播放 （页面存档备份，存于）